# Aurelio Luini

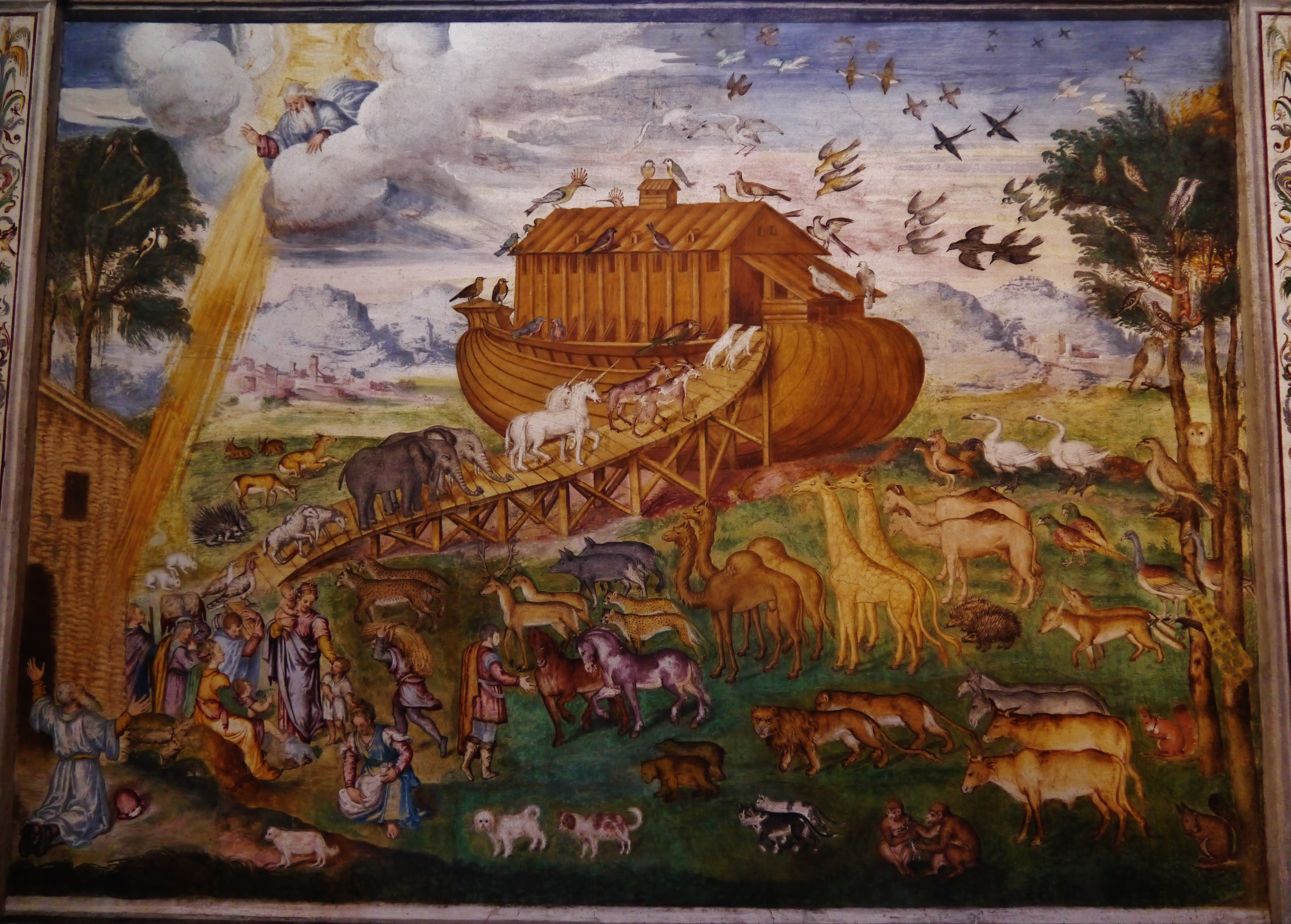
Aurelio Luini, Gemälde Arca di Noè in der Nonnenhalle der Kirche San Maurizio al Monastero Maggiore, Mailand, 1555

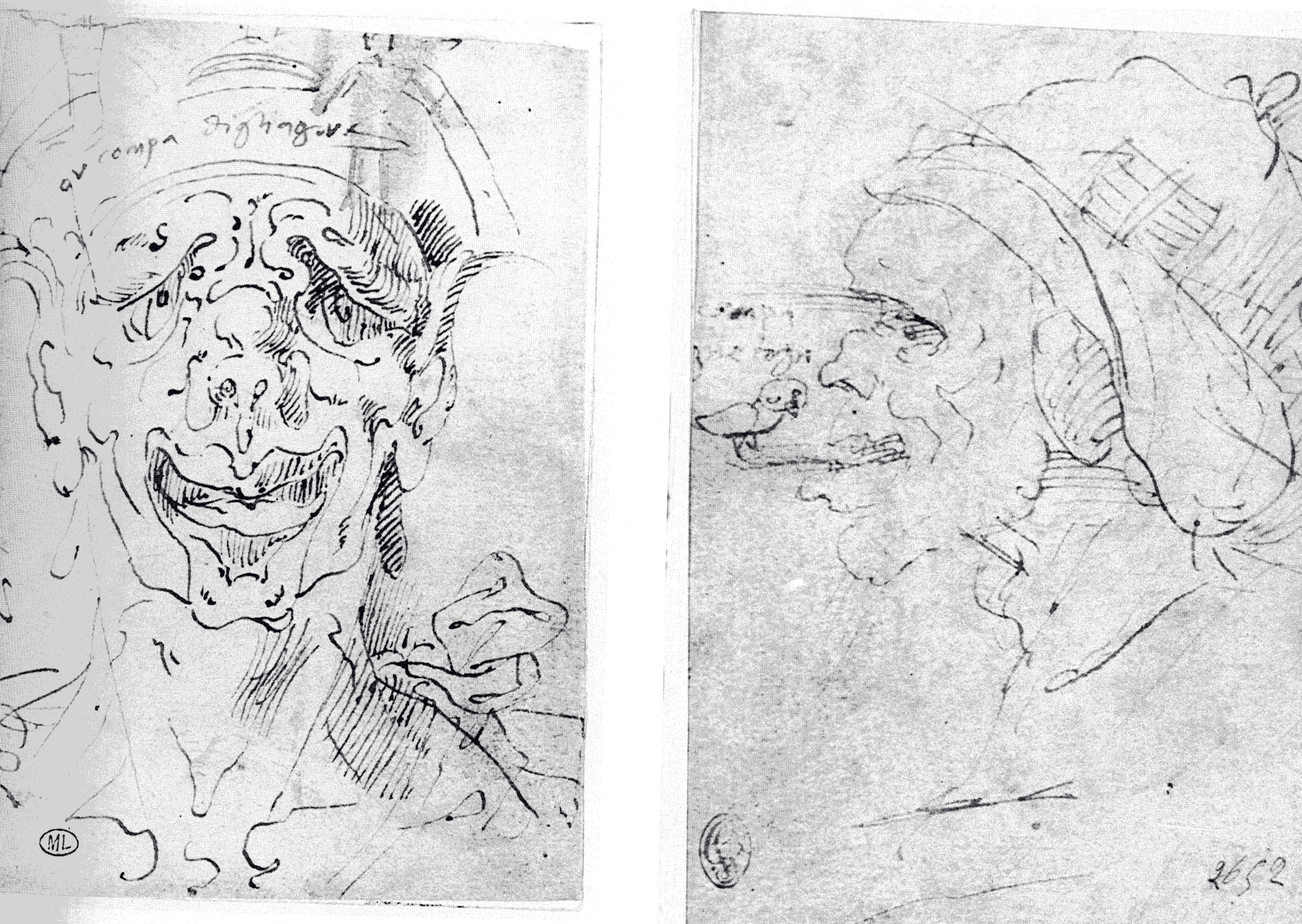
Aurelio Luini, Ol compà Digliagòr e Ol compà Braghetògn (zwei Karikaturen von Akademikern aus dem Valle di Blenio?), Mailand, Biblioteca Ambrosiana.

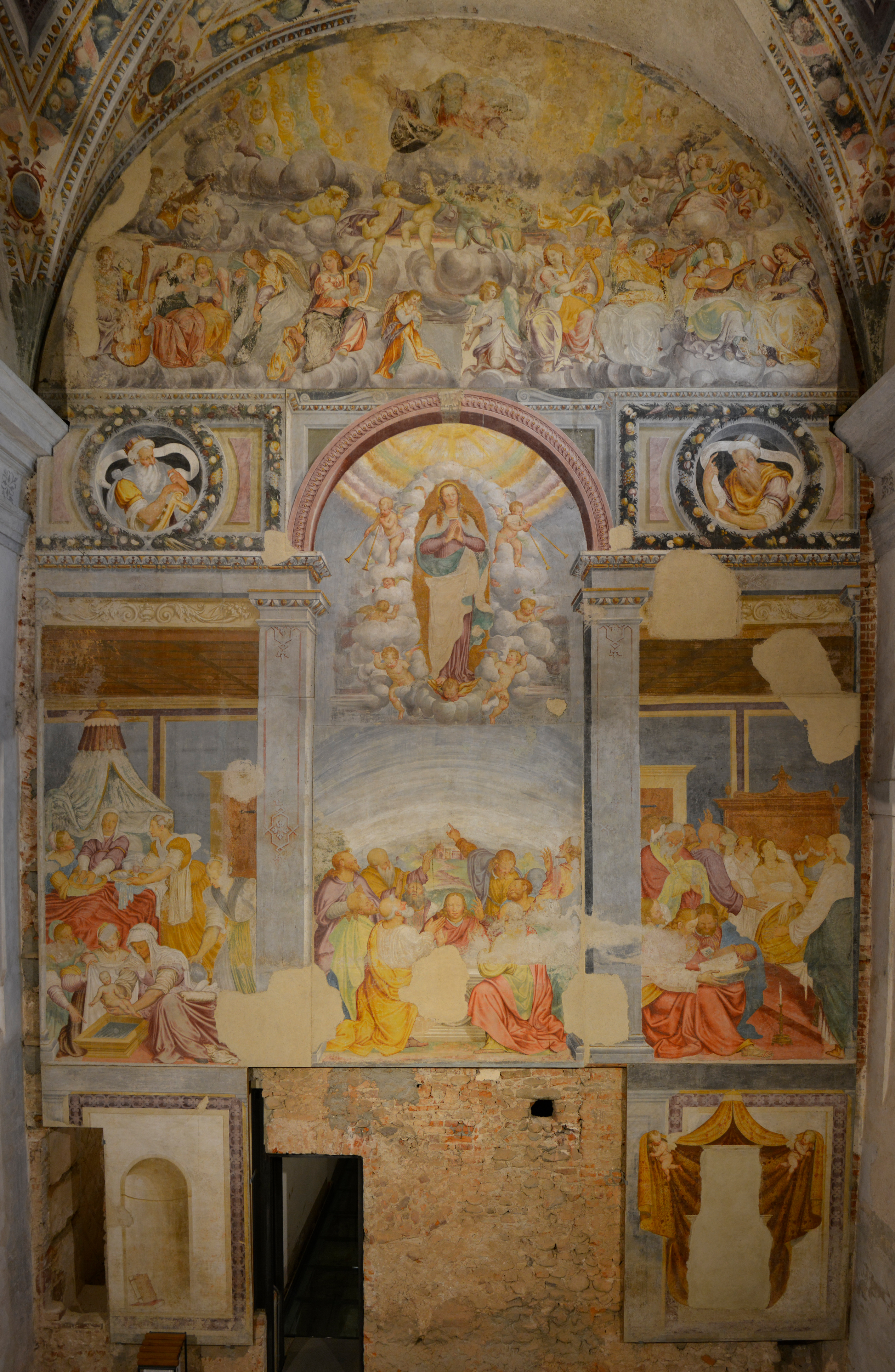
Aurelio Luini, Das Fresko der Mariä Aufnahme in den Himmel, Kloster Santa Maria Assunta, Cairate 1560.

Aurelio Luini (* 1530 in Mailand; † 6. August 1593 ebenda) war ein italienischer Maler des Manierismus.

## Leben
Aurelio Luini war ein Sohn von Bernardino Luini und dessen Ehefrau Margherita Lomazzo. Ab 1555 arbeitete Aurelio zusammen mit seinem Bruder Giovan Pietro an der Freskendekoration der Kirche San Maurizio al Monastero Maggiore in Mailand, die durch eine Kombination von lombardischen Einflüssen (zum Beispiel Vincenzo Foppa) und der Forliveser Schule (zum Beispiel Melozzo da Forlì) gekennzeichnet ist. Aurelio ist zusammen mit seinem Bruder auch der Autor des Freskenzyklus in der Kapelle Bergamini, den die Äbtissin Gerolama Brivio für 60 Goldscudi in Auftrag gegeben hatte: Die Auferstehung Christi und Die drei Diebe am Grab (hauptsächlich ein Werk von Giovan Pietro), die Begegnung der heiligen Magdalena mit Christus und Christus in Emmaus (ein Gemeinschaftswerk, bei dem die linke Figur von Aurelio stammt); an der Trennwand zur Klosterkirche befinden sich die Anbetung der drei Könige und die Taufe Christi. In der Wallfahrtskirche Beata Vergine dei Miracoli von Saronno arbeitete er mit seinem Bruder an den Fresken mit der Darstellung der Bindung Isaaks, die am 21. Juli 1566 fertiggestellt wurden.

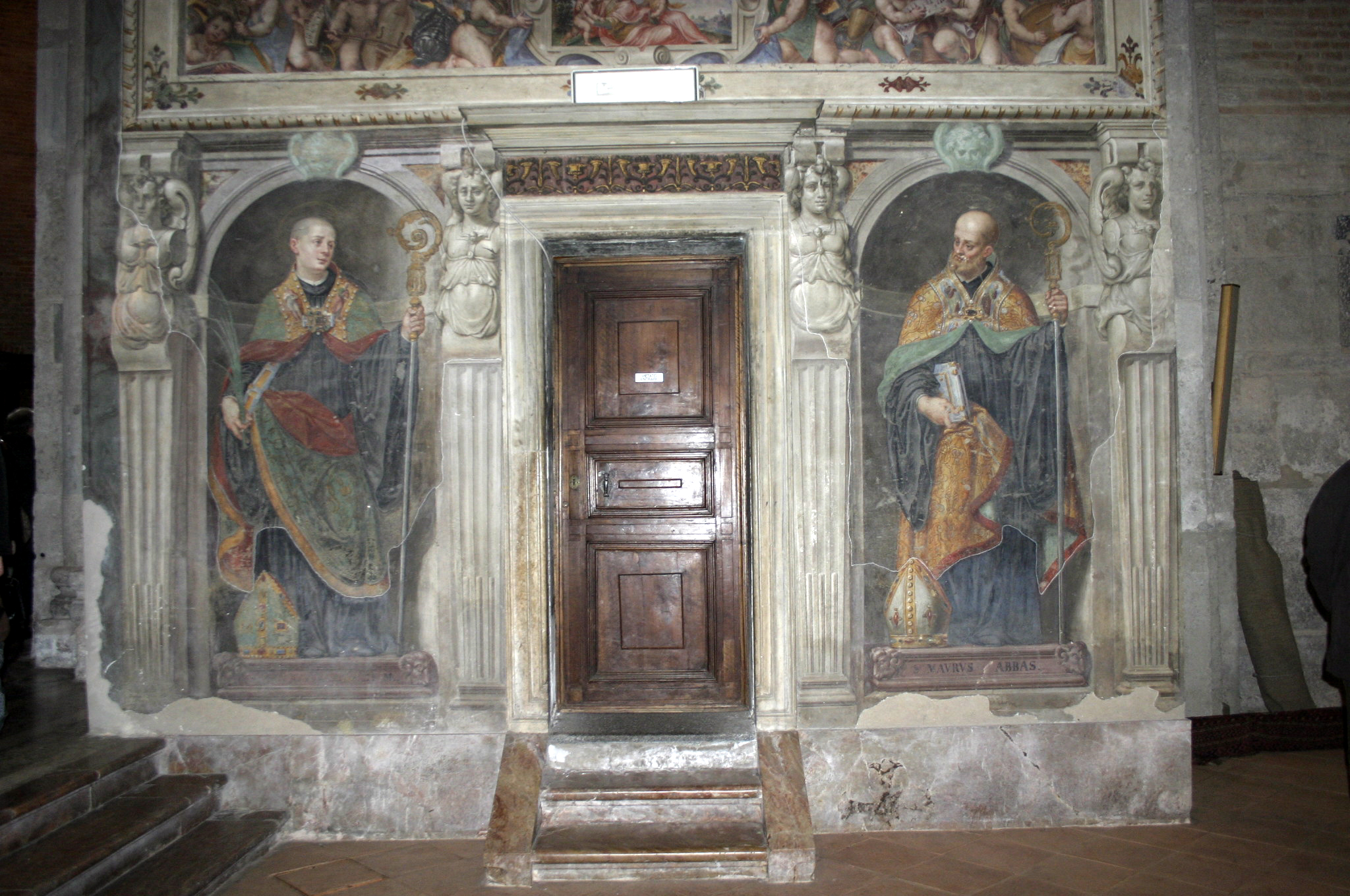
Aurelio Luini, Fresken San Placido und San Mauro Bischof, Kirche San Simpliciano, Mailand 1588.

Im Jahr 1560 freskierte er die Trennwand des Klosters Santa Maria Assunta in Cairate mit Mariä Aufnahme in den Himmel. In späteren Jahren entstanden die dramatische Pietà in der Kirche San Barnaba in Mailand, die Fresken in der Kirche Santa Maria di Campagna in Pallanza (in Zusammenarbeit mit Carlo Urbino), die Fresken in der Kirche San Vincenzo alle Monache in Mailand (heute in Pinacoteca di Brera), das Gemälde Santa Tecla für den Mailänder Dom (heute in der Sakristei) und die Madonna zwischen Sankt Rocco und Sankt Sebastian für den Dom von Tortona. Aurelio 1570 malte für das Kartäuserhospiz in Porta Ticinese ein Altarretabel, das die Heilige Familie darstellt und sich heute in der Sammlung Gallarati Scotti in Arcore befindet. 1588 freskierte Aurelio den Sockel der rechten Orgel im Presbyterium (rechte Seite des Querschiffs) mit den Abbildungen von Placidus von Subiaco und Maurus Bischof in der Kirche San Simpliciano in Mailand. Im Jahr 1590 bemalte er die Türen der Orgel im Mailänder Dom und fertigte im folgenden Jahr Zeichnungen zum Leben des Heiligen Ambrosius von Mailand an, vermutlich für das Chorgestühl. Ebenfalls von Aurelio Luini stammt die große Apsisdekoration der Kirche der Heiligen Gervasius und Protasius mit einem monumentalen Pfingstbild. Die Geschichten des Heiligen Ambrosius von Mailand im Gewölbe der Johanneskapelle des Provianthofs sind sein Spätwerk.
Aurelio Luini war ein interessanter Vertreter des letzten lombardischen Manierismus, auch weil er eine direkte Verbindung zur Kunst von Leonardo da Vinci hatte (dessen Cartone di sant’Anna, der sich heute in der National Gallery befindet, und ein verlorenes libricciuolo mit grotesken Köpfen waren in seinem Besitz). Als Freund von Giovanni Paolo Lomazzo und Mitglied (unter dem Namen compà Lovìgn) von dessen heterodoxer Accademia dei Facchini della Val di Blenio hatte Aurelio auch Probleme mit der kirchlichen Zensur, wie eine Verordnung von Erzbischof Karl Borromäus bezeugt, der ihm 1581 für kurze Zeit das Malen verbot.
Seine Tätigkeit als Volksdichter in der Accademia della Val di Blenio teilte er mit Giovanni Pietro Lomazzo, der ihn „compà Lovign“ nannte und ihm in seinen Rime (1587, S. 106) ein Sonett widmete, in dem er seine „Schnelligkeit im Zeichnen“ erwähnte. In der Trattato della pittura (1584, S. 200, 534) erwähnt Lomazzo erneut seine ausgezeichneten Fähigkeiten in den Bereichen Anatomie, Gemütsbewegung der dargestellten Personen, Beleuchtung und Länder.